# Moosomin 112G
Moosomin 112G är ett reservat i Kanada.   Det ligger i provinsen Saskatchewan, i den centrala delen av landet, 2 500 km väster om huvudstaden Ottawa.
Trakten runt Moosomin 112G består till största delen av jordbruksmark. Trakten runt Moosomin 112G är nära nog obefolkad, med mindre än två invånare per kvadratkilometer.